# みのりの村
みのりの村とは、静岡県伊東市宇佐美にある温泉付き別荘地。

## 概要
伊東市北部の宇佐美地区の南西山中、約100万平米の敷地に造成されている。総区画約1100、総棟数約650。
1960年代を中心に、伊豆半島東部の伊豆スカイラインやJR伊東線・伊豆急行沿いで、数多く開発された大規模別荘地の1つであり、1970年（昭和45年）から分譲開始されている。分譲エリアは南から北にかけて「つつじの丘」「うぐいすの丘」「桜の丘」「かもめ丘」の4つに分かれており、「うぐいすの丘」が最も大きく中心的な位置を占めている。
2006年（平成18年）11月から、浜松市の企業である天龍造園建設が管理運営業務を行なっている。
敷地内には複数のホテルがあり、また管理事務所の隣りにある「リゾートセンターみのり」というリゾート施設では、一般客も利用できる日帰り入浴やレストラン・喫茶施設が運営されている。

## 主な施設
- 管理事務所
- リゾートセンターみのり
  - 日帰り入浴
  - レストラン&喫茶
  - プール（夏季）
- テニスコート（メンバー専用）
- ゴルフ練習場（メンバー専用）
- ガーランドコート宇佐美 - 貸切温泉付きコンドミニアムホテル（リゾートマンション転用格安ホテル）[6]。
- ウィスタリアンライフクラブ宇佐美 - 藤田観光系の会員制リゾートホテル。

## 交通・アクセス
電車では、JR伊東線の宇佐美駅が最寄り駅。
車では、沿岸からは国道135号、山側からは伊豆スカイライン亀石峠IC・県道19号などを経由して宇佐美に入ることになる。

### 巡回バス
「リゾートセンターみのり」と宇佐美駅の間を往復する巡回バスが毎日4回運行されている（木曜定休、年始・ゴールデンウィーク・お盆休みなどの繁忙期は5回）。別荘地内の19あるバス停を経由しながら進むので、片道平均35分かかる。
バス停
- 巣雲台
- 初島台
- 滝の上
- 桜の丘公園
- 桜の丘入口
- かもめの丘入口
- リゾートセンター前
- テニスコート
- 望郷台
- 見晴台
- 第二見晴台
- うぐいすの丘公園
- あじさい通り
- タンク前
- 富士見通り
- 一ノ沢
- 水源
- つつじの丘入口
- つつじの丘公園